# Касл-Хьюз, Кейша
Ке́йша Касл-Хьюз (англ. Keisha Castle-Hughes; род. 24 марта 1990) — новозеландская актриса, получившая мировую известность после исполнения главной роли девушки из племени маори по имени Паикея «Паи» Апирана в картине Ники Каро «Оседлавший кита», благодаря которой она в своё время стала самой юной номинанткой на награду Американской академии «Оскар» в категории «Лучшая актриса» и удерживала это звание до 2013 года (в том году её сместила на второе место девятилетняя Кувенжаней Уоллис со своей ролью в фильме «Звери дикого Юга»).

## Биография
Кейша родилась 24 марта 1990 года в Доннибруке, штат Западная Австралия, Австралия. Мать Дезра Хьюз (англ. Desrae Hughes), маори. Отец Тим Касл (англ. Tim Castle), англоавстралиец. Она старшая из четырёх детей. Когда Кейше было четыре года, её семья переехала в Новую Зеландию. Первоначально гражданка Австралии, получила гражданство Новой Зеландии в 2001 году.
27 января 2004 года Кейша Касл-Хьюз стала в своё время самой юной номинаткой на «Оскар» в категории «Лучшая актриса» за роль Паикеи «Паи» Апираны в фильме режиссёра Ники Каро «Оседлавший кита» (англ. «Whale rider»). Не имея никакого актёрского опыта, одиннадцатилетняя Кейша попала прямо из школьного класса в Окленде на съёмки фильма. Она получила широкое одобрение критиков и несколько престижных премий и номинаций, среди которых премия Ассоциации кинокритиков вещательных компаний в категории «Лучший юный исполнитель», а также вышеупомянутая номинация на «Оскар» в категории «Лучшая актриса» и неожиданная номинация на премию Американской Гильдии киноактёров в категории «Лучшая актриса второго плана».
В 2014 году была отобрана на роль Обары Сэнд, одной из «Песчаных Змеек», дочери Оберина, для съемок в 5-м сезоне телесериала канала НВО «Игра Престолов».

## Личная жизнь
У неё трое младших братьев и младшая сестра. 25 апреля 2007 года, то есть в 17 лет, Касл-Хьюз родила дочь Фелисити-Эймор. Отцом её дочери является Брэдли Халл, которому был 21 год когда она родилась.

## Фильмография
| Год       |    | Русское название                         | Оригинальное название                      | Роль              |
| --------- | -- | ---------------------------------------- | ------------------------------------------ | ----------------- |
| 2002      | ф  | Оседлавший кита                          | Whale Rider                                | Паики             |
| 2005      | ф  | Звёздные войны. Эпизод III: Месть ситхов | Star Wars Episode III: Revenge of the Sith | королева Апаилана |
| 2006      | ф  | Рождение Христа                          | The Nativity Story                         | Дева Мария        |
| 2008      | ф  | Привет, это я!                           | Hey, Hey, It's Esther Blueburger           | Санни             |
| 2009      | тф | Кусочек моего сердца                     | Piece of My Heart                          | Кэт в молодости   |
| 2009      | ф  | Удача винодела                           | The Vintner’s Luck                         | Селеста           |
| 2010      | с  | Легенда об Искателе                      | Legend of the Seeker                       | Майя              |
| 2011      | ф  |                                          | Mona's Dream                               |                   |
| 2011      | ф  | Рыжий Пёс                                | Red Dog                                    | Роуз              |
| 2015—2017 | с  | Игра престолов                           | Game of Thrones                            | Обара Сэнд        |
| 2016      | с  | Гастролёры                               | Roadies                                    | Донна Манчини     |
| 2017      | ф  | Спасибо за вашу службу                   | Thank You for Your Service                 | Алеа              |
| 2017      | с  | Охота на Унабомбера                      | Manhunt: Unabomber                         | Тэбби             |